# کلر ردفیلد
کلر ردفیلد (به انگلیسی: Claire Redfield) و (به ژاپنی: クレア・レッドフィールド, Kurea Reddofīrudo)، یکی از شخصیت‌های اصلی در مجموعه بازی‌های رزیدنت ایول شرکت کپ‌کام است. کلر درحقیقت خواهر کوچکتر کریس ردفیلد می‌باشد. خالق این شخصیت نوبورو سوگیمورا است. کلر در بازی رزیدنت ایول ۲ وارد داستان این سری شد. کلر ردفیلد به عنوان دومین شخصیت زن اصلی بعد از جیل ولنتاین قرار دارد. او در رزیدنت ایول ۲، رزیدنت ایول کد: ورونیکا، رزیدنت ایول: تاریخچه تاریکی، رزیدنت ایول: افشاگری‌ها ۲، و انیمیشن رزیدنت ایول: تباهی حضور داشت. در سری فیلم‌های رزیدنت ایول، کلر ردفیلد با بازی الی لارتر از نقش نسبتاً پررنگی در فیلم‌های رزیدنت ایول: انقراض و رزیدنت ایول: زندگی پس از مرگ برخوردار است. کار صداپیشگی این شخصیت را آلیسون کورت برعهده داشته است. صداپیشه این شخصیت در زبان ژاپنی نیز یوکو کایدا است.

## زندگی‌نامه
کلر ردفیلد در سال ۱۹۷۹ متولد شد. او ۶ سال از برادر بزرگترش، کریس ردفیلد کوچک‌تر است. زمانی که ۱۷ سال سن داشت، برادرش به عضویت نیروی هوایی آمریکا پیوست. یک سال بعد، کلر ردفیلد وارد دانشگاه شد. از علایق او می‌توان به موتورسواری اشاره کرد.

## کلر در طغیان شهر راکون
پس از رویداد عمارت اسپنسر، کریس ردفیلد برای رسواسازی فعالیت‌های غیرقانونی شرکت آمبرلا تصمیم گرفت تا به مقر مرکزی این شرکت رفته تا مدارکی را بر ضد این شرکت به دست آورد. او این اقدام خود را از خواهرش پنهان نگه داشت.
کلر، سرانجام و پس از چندین تماس ناموفق با برادرش، تصمیم گرفت تا به شهر راکون آمده تا از وضعیت برادرش آگاه شود. اما او در شرایطی وارد شهر راکون شده بود که این شهر به یک آلودگی بیولوژیکی دچار شده بود. ویروس تی به تدریج د سرتاسر شهر پخش شد و مبتلایان این ویروس به زامبی تبدیل شده بودند. کلر در چنین شرایطی وارد شهر راکون شد و در کابوسی بی‌بازگشت روبه‌رو شد. مدتی بعد، او با یکی دیگر از بازماندگان شهر، یعنی لیان اس کندی ملاقات کرد. آن‌دو در تلاش برآمدند تا با کمک یکدیگر از این کابوس رهایی یابند. با پیشبرد داستان، کلر ردفیلد و لیان از یکدیگر جدا شده و هریک به شکلی جداگانه وارد اداره پلیس شهر راکون شدند. کلر با ورود به اداره پلیس، با ماروین براناف روبه‌رو شد. ماروین به شدت توسط زامبی‌ها آسیب دیده بود. او با کلر دربارهٔ خروج کریس از شهر و همچنین رخدادهای پیش آمده برای بری بارتون، جیل ولنتاین، ربکا چمبرز و براد ویکرز گفت.
با پیشبرد داستان، کلر ردفیلد دختر بچه کوچکی را در اداره پلیس شهر مشاهده می‌کند. او در ادامه موفق به ملاقات دوباره با لیان شده و از او یک سیستم رادیویی دریافت کرد. لیان و کلر درتلاش برآمدند تا درجریان خروج خودشان از شهر، بازماندگان و افراد سالم را با خود همراه ساخته تا از شهر خارج شوند. کلر سرانجام موفق به همراه ساختن شری برکین با خود شده و تلاش کرد تا او را در سلامت کامل از شهر خارج کند.
کلر ردفیلد در ادامه با ویلیام برکین روبه‌رو شد. ویلیام، بانی اصلی پخش ویروس تی در شهر و دانشمند و پژوهشگر ارشد شرکت آمبرلا بود. او همچنین، کاشف ویروس جی نیز بود. او که اینک به یک هیولا تبدیل شده بود، در صدد انتقام گرفتن از آمبرلا بود. کلر ردفیلد و لیان اس کندی سرانجام او را پس از ۵ مرحله جهش ژنتیکی و ساختاری نابود کرده و به همراه شری برکین از این شهر فرار کردند.

## جزیره راکفورت
سه ماه پس از خروج از شهر راکون، کلر ردفیلد وارد کابوسی وحشت‌ناک‌تر از طغیان شهر راکون شده بود. او برای یافتن برادر خود وارد مقر آمبرلا در پاریس شد، اما در آنجا توسط مأموران امنیتی شرکت آمبرلا دستگیر و به جزیره راکفورت منتقل شد. این جزیره در حقیقت یک زندان برای مجرمانی بود که از دید شرکت آمبرلا، مجرم هستند. ورود کلر به این مکان، همانند ورودش به شهر راکون بود. این جزیره نیز پس از حمله‌های آلبرت وسکر به این جزیره دچار انتشار ویروس تی شد. این ویروس به سرعت در میان ساکنین این جزیره، که بیشترشان زندانی بودند منتشر شد. کلر بازهم در کابوسی قرار گرفت که درآن، باید با زامبی‌ها مبارزه می‌کرد.
رودریگو خوان راول نگهبانی بود که کلر ردفیلد را از زندان آزاد کرد. کلر در ادامه با استیو بورنساید و آلبرت وسکر ملاقات کرد. استیو همانند کلر، یک زندانی بود که موفق شده بود تا از زندان فرار کند، اما اینک در محاصره زامبی‌ها قرار داشت. وسکر نیز برای به دست آوردن ویروس تی. ورونیکا وارد این جزیره شده بود. این ویروس توسط الکسیا اشفورد ساخته شده بود. آلکسیا، جوان‌ترین دانشمند شرکت آمبرلا بود که به همراه برادرش، آلفرد آشفورد در یک محیط آزمایشگاهی و توسط پدرشان متولد شدند. آلکسیا که از دی‌ان‌ای تمایز یافته‌ای ایجاد شده بود از هوش بسیار بالایی برخوردار بود. او در سن دوازده سالگی موفق به کشف ویروس تی. ورونیکا شد. برادر او از چنین شرایطی برخوردار نبود و فردی نادان بود.
کلر پس از آشنایی با خانواده آشفورد، سرانجام به کمک استیو از جزیره فرار کرده و سپس وارد مقر آمبرلا در جنوبگان شدند. با پیشبرد داستان، آلکسیا پس از ۱۵ سال از محفظه یخی خود بیرون آمده و استیو و کلر را زندانی می‌کند. استیو به ویروس تی. ورونیکا مبتلا شد اما کلر توسط برادرش نجات یافت. کریس توسط لیان از خطرات پیش روی کلر در جزیره راکفورت آگاه شد و برای نجات خواهرش وارد این جزیره شد. او سرانجام توسط رودریگو خوان راول از موقعیت کنونی کلر آگاه شد و به سمت آنترکتیکا حرکت کرد و خواهرش را نجات داد.
کریس و کلر سرانجام پس از نابود کردن آلکسیا آشفورد از آنترکتیکا فرار کردند.

## رویداد فرودگاه هاردویل
پس از نجات یافتن کلر ردفیلد توسط برادر خود، کریس به سازمانی به نام «BSAA» پیوست تا برای رسواسازی آمبرلا از امکانات بیشتری برخوردار گردد. کلر نیز به عضویت سازمانی به نام تراسیو درآمد. هفت سال پس از رویدادهای جزیره راکفورت و مقر آمبرلا در انتارکتیکا، کلر ردفیلد با یک حمله بیولوژیکی جدید روبه‌رو شد.
شرکت ویل‌فارما ویروس تی را در فرودگاه هاردویل منتشر می‌کند. این در حالی است، که مردم پس از نابودی آمبرلا، از فعالیت‌های شرکت‌هایی مانند ویل فارما، که مخفیانه سیاست‌های آمبرلا را دنبال می‌کرد معترض بودند. کلر ردفیلد از نزدیک شاهد این مخالفت‌ها بود. او با فردریک دونینگ در این باره صحبت کرد. فردریک درحقیقت از کارکنان شرکت ویل‌فارما بود. سناتور ران دیویس که یکی از سهامداران ویل‌فارما بود نیز در فرودگاه حضور داشت و مخالفت‌های مردم را مشاهده می‌کرد. هواپیمایی به مقصد فرودگاه هاردویل دارای یک مسافر بود که دچار ویروس مرگبار تی شده بود. همین رخداد کافی بود تا فاجعه‌ای دیگر به وجود آید. پس از برخورد هواپیما با ساختمان فرودگاه، زامبی‌ها از درون هواپیما خارج شدند. ویروس تی بازهم مکانی دیگر را به طغیان کشانده بود. طولی نکشید تا یک تیم ویژه به نام S.R.T برای نجات بازماندگان، در حال ایجاد یک نقشه برای ورود به فرودگاه بودند. آنجلا میلر یکی از افراد این گروه بود. تیم منتظر مأمور ویژه‌ای که توسط دولت برای این مأموریت اعزام شده بود، بودند. این مأمور، شخصی نیست جز لیان اسکات کندی. لیان به همراه تیم، در بام فرودگاه فرود آمده و در جستجوی بازماندگان می‌شوند. آن‌ها موفق می‌شوند کلر ردفیلد به همراه سناتور ران دیویس و چند نفر دیگر را زنده مشاهده کنند. ملاقات دوبارهٔ لیان و کلر، این بار هم به شکل تصادفی بود. بازماندگان موفق می‌شوند تا از فرودگاه، در حضور انبوهی از زامبی‌ها خارج شوند. با پیشبرد داستان، لیان متوجه می‌شود که فردریک دونینگ، کسی است که در بازار سیاه، ویروس‌ها را خرید و فروش می‌کرده است. کورتیس میلر، برادر آنجلا که یکی از بازماندگان شهر راکون بود، در تلاش برای رسوا کردن شرکت ویل فارما بود، تا مانع از وقوع رویدادهای شهر راکون در مکانی دیگر شود. او مدرکی بر ضد ویل فارما نداشت، به همین خاطر، می‌خواست تا خودش، ویل فارما را نابود کند. به همین منظور کورتیس با وارد کردن ویروس جی به بدن خود، به یک هیولای غول‌پیکر جهش یافت. وجود چشم سوم در بدن فرد مبتلا به ویروس جی، از خصوصیت‌های این ویروس است. کورتیس با این کار خود شرکت ویل فارما را به نابودی کشاند، اما اکنون او دیگر انسان نبود. لیان هم برای نجات جان خود و آنجلا، کورتیس را نابود کرد و آنجلا را نجات داد. سناتور ران دیویس نیز پس از روشن شدن اتهاماتش، خودکشی کرد

## کلر ردفیلد در رسانه‌های دیگر
- الی لارتر در دو فیلم از سری فیلم‌های رزیدنت ایول (رزیدنت ایول: انقراض و رزیدنت ایول: زندگی پس از مرگ) ایفاگر نقش کلر ردفیلد بود. در فیلم نخست، کلر ردفیلد رهبر کاروانی ار بازماندگان و افراد مبتلا نشده به ویروس تی بود که قصد داشت تا آن‌ها را برای رسیدن به مکانی امن یاری کند. او با کمک آلیس از مکانی امن که هنوز به ویروس تی دچار نشده است آگاه شد. کلر تصمیم گرفت تا کاروان را به سمت کانادا هدایت کند. او سرانجام موفق به این کار شد. در فیلم دوم، کلر توسط شرکت آمبرلا به اسارت گرفته شد اما توسط آلیس نجات یافت. در این فیلم، کریس ردفیلد نیز حضور داشت و همانند بازی نقش برادر کلر را ایفا کرد. این‌دو سرانجام موفق شدند تا با کمکی از جانب آلیس، آلبرت وسکر را نابود کنند.

## نکات جالب
- کلر ردفیلد در سال ۲۰۱۴ برترین شخصیت زن در بین ۱۰۰ زن برتر گیم قرار گرفت و در سال ۲۰۱۷ در این رده‌بندی سوم شد
- eurogamer در سال ۲۰۰۰ کلر را نامزد دریافت جایزه شخصیت پیشرو زن کرد.
- در سال ۲۰۰۷ نیز Rob Wright فعال Tom's Games کلر را در فهرست ۵۰ شخصیت بزرگ زن در تاریخ بازیهای ویدئویی گنجاند.
- در سال 2008 GameDaily کلر را در رتبه ۴۲ فهرست ۵۰ کاراکتر جذاب زن قرار داد.
- وی در فهرست جذابترین‌های دنیای گیم از دیدUGO نیز در رتبه ۴۶ ایستاد.
- پس از ساخته شدن نسخه نخست بازی و زمانی که شرکت کپ‌کام تصمیم به ساخت نسخه دوم گرفت، کلر ردفیلد در بازی دوم حضور نداشت و شخصیتی به نام الزا واکر شخصیت زن اصلی در بازی دوم بود. این بازی به دلیل نداشتن هیچ‌گونه پیشرفت در زمینه گرافیک و گیم‌پلی لغو شد و این بازی لغو شده رزیدنت ایول ۱٫۵ نام گرفت. بازی که هرگز منتشر نشد. در بازی جدید که رزیدنت ایول ۲ کنونی است، شخصیت کلر ردفیلد وارد داستان شد. نخستین طراح این شخصیت نوبورو سوگیمورا بود.
- شخصیت کلر ردفیلد برای نخستین بار در رزیدنت ایول ۲ وارد داستان شد. این شخصیت در رزینت ایول: تاریخچه تاریکی دچار تغییرات آشکاری در چگونگی طراحی خود شده بود. این در حالی است که در سناریو مربوط به شهر راکون در بازی رزیدنت ایول: تاریخچه تاریکی صداگذار آن تغییر نکرده بود.
- کلر ردفیلد تنها شخصیت اصلی در سری رزیدنت ایول است که در تمام حضورهایش در نسخه‌های بازی این سری از یک صداپیشه ثابت بهره برد. آلیسون کورت، صداپیشه انگلیسی این شخصیت بود.
- در پشت لباس کلر ردفیلد در بازی‌های رزیدنت ایول ۲ و رزیدنت ایول کد:ورونیکا، عبارت Made in Heaven به معنای ساخته شده در بهشت، نوشته شده بود.
- لباس کلر در رزیدنت اویل تاریخچه تاریکی جزو محبوبترین لباسهای شخصیت‌های گیم شناخته شد